# Caminho da Bahia

Ilustração do Caminho da Bahia

O chamado Caminho da Bahia ou Caminho dos Currais do Sertão foi uma antiga via terrestre de acesso ao sertão das Minas Gerais, à época do Brasil Colônia.

## Descrição
O percurso exato dessa via ainda não foi inteiramente identificado pela pesquisa histórica. Sabe-se, entretanto, que constituía-se numa extensa rota que, a partir de fins da segunda metade do século XVII ligava a região do Recôncavo ao vale do rio das Velhas, abastecendo de gado a zona mineradora, ligando-a à então capital e maior centro urbano da América Portuguesa, Salvador.
O seu percurso iniciava-se na cidade do Salvador, em direção ao Recôncavo, onde acompanhava as margens do rio Paraguaçu até alcançar Tranqueira, na região da vila de Rio de Contas. Daí, o caminho prosseguia até às margens do rio São Francisco, na altura de Malhada, acompanhando o seu curso até Barra do rio das Velhas (atual distrito de Guaicuí, no município de Várzea da Palma). No vale deste rio, o Caminho acompanhava as suas margens até alcançar Sabará.
No início do século XVIII, anteriormente a 1709, uma extensa variante deste Caminho foi aberta pelo sertanista baiano João Gonçalves do Prado. Essa variante iniciava-se em Tranqueira, alcançando as nascentes dos rios Pardo, Gorutuba e Verde Grande, prosseguindo para o Campo da Garça (Morro da Garça), onde se reunia ao primitivo percurso, na altura do rio São Francisco.
A história do Caminho da Bahia vincula-se, ainda, à ação de pelo menos três grandes personagens da história de Minas Gerais. Os exploradores e chefes mercenários paulistas Matias Cardoso e Antônio Gonçalves Figueira iniciaram, depois de terminada a campanha contra os Cariris no sertão do Nordeste (a chamada Guerra dos Bárbaros, na segunda metade do século XVII), o povoamento da extensa região então conhecida como dos currais da Bahia. Foram dos primeiros criadores de gado a se instalar no sertão de Minas Gerais, sendo responsáveis pela fundação das fazendas que mais tarde viriam a constituir as cidades de Montes Claros, Jaíba e Bocaiúva.
Já o emboaba Manuel Nunes Viana encontrava-se entre os primeiros colonos que chegaram, pelo Norte, à região do alto curso do rio São Francisco. Há indícios de que tenha vindo como mascate no alvorecer do século XVIII, tendo rapidamente prosperado e se tornado proprietário de fazendas de gado em Jequitaí e em Jacobina, além de lavras de ouro em Caeté e em Catas Altas. Nunes Viana chegou a administrar sesmarias que se estendiam por dez quilômetros ao longo da margem direita do São Francisco.

## Os “descaminhos” do ouro
Embora não se conheça com precisão a sua origem — se aberto por paulistas em demanda da Capital, ou por criadores baianos e pernambucanos em demanda das Minas — é certo que por ele transitavam um expressivo volume de imigrantes, escravos africanos, boiadas, mercadores e os produtos europeus. Conforme o estudo dos conhecimentos de embarque das frotas anuais para o reino permite inferir, era também a principal rota de descaminho do ouro e dos diamantes, fugindo ao pagamento dos tributos que recaíam sobre a população mineradora nos Caminhos do Rio de Janeiro, mais rápidos, mas mais rigorosamente fiscalizados.
Para evitar esses descaminhos, foram expedidas ordens régias que determinavam o seu fechamento já em 1701, bem como proibiam a circulação de quaisquer mercadorias que não o gado (1702), mas que logo se revelaram inaplicáveis, pelas necessidades de abastecimento da região, cuja crescente demanda não era atendida, individual ou conjuntamente, pelas praças de São Paulo e do Rio de Janeiro. Por essa razão, em 1705 foi permitida, pela Coroa Portuguesa, a circulação de pessoas e de gado, mantendo-se a probição do trânsito de mercadorias e de escravos. Mais do que simples tentativas de controle do fluxo populacional para a zona mineradora, as medidas objetivavam sujeitar as minas à jurisdição da Capitania do Rio de Janeiro, furtando-a à da Bahia, como pretendiam muitos na então capital do Estado do Brasil — Salvador — entre os quais o próprio Governador-geral, D. João de Lencastre.
À época, quando o metal circulava em pó, de vez que ainda não existiam as Casas de Fundição em Vila Rica (atual Ouro Preto) e no Rio das Velhas, muitos mineradores traziam o ouro para a Bahia, onde adquiriam cabeças de gado para revenda nas Minas, movimentando um expressivo comércio. Assegurado o abastecimento das Minas, os homens passaram a trazer as suas mulheres e filhos, registrando-se um rápido aumento populacional que, em poucos anos, elevava-se a 30 mil almas.
De acordo com a acurada observação de André João Antonil (1711), o Caminho da Bahia era superior às demais vias de acesso, por ser menos íngreme e mais farto em víveres e mantimentos.
O Caminho da Bahia somente teve a sua importância diminuída com a progressiva afirmação do Rio de Janeiro como principal porto de acesso e entreposto mercantil para as Minas Gerais.